# Encore et encore (chanson de Francis Cabrel)
Pour les articles homonymes, voir Encore et encore.
Pistes de Photos de voyages
Gitans Le Lac Huron
Encore et encore est une chanson de Francis Cabrel, présente sur l'album Photos de voyages, sorti en 1985. La chanson est écrite par Francis Cabrel et Roger Secco. Parue en 45 tours comme extrait de l'album, la chanson s'est vendue à plus de 250 000 exemplaires.

## Genèse et écriture
En 1984, le musicien Roger Secco, alors batteur et choriste de Francis Cabrel, entreprend la composition d'une chanson en hommage à un ami proche victime d'un accident de voiture. Confronté à des difficultés lors de l'écriture du morceau, il soumet le texte à Francis Cabrel afin d'obtenir son avis. Ce dernier, qui manifeste alors un intérêt pour le morceau, et particulièrement pour la formule « Et ça continue encore et encore, c'est que le début d'accord, d'accord. », sollicite de Roger Secco la cession du morceau, qui finit par accepter.
Conçu à l'origine comme une évocation de la perte d'un ami proche, le titre est remanié par Francis Cabrel, qui choisit de centrer son écriture sur le thème de la rupture amoureuse.

## Style
« Chanson d'amour poétique, gentille » qui est une « marque de fabrique Cabrel. Les chagrins d'amours, les amours perdus, les séparations sont là aussi "Encore et encore" et sont traités avec un style particulier : une troisième personne intervient »: 
- « Faudrait que t´arrives à en parler au passé,
- Faudrait que t´arrives à ne plus penser à ça,
- Faudrait que tu l´oublies à longueur de journée
- Dis-toi qu´il est de l´autre côté du pôle
- Dis-toi surtout qu´il ne reviendra pas »[4]

## Interprétation en direct et reprise

### Enregistrements en public
Interprétée régulièrement lors des tournées du chanteur, la chanson apparait sur les différents enregistrements en public qui ont fait l'objet de sorties officielles en tant qu'albums : 
| Année de sortie | Album                  | Enregistrement                                                     | Durée      |
| --------------- | ---------------------- | ------------------------------------------------------------------ | ---------- |
| 1991            | D'une ombre à l'autre  | Version électrique : Palais des Sports de Toulouse - Décembre 1989 | 5 min 50 s |
| 1991            | D'une ombre à l'autre  | Version acoustique : Centre Culturel de Sarlat - Mai 1991          | 5 min 40 s |
| 2000            | Double Tour            | Zénith de Toulouse - Novembre 1999 Forest National - Décembre 1999 | 6 min 42 s |
| 2005            | La tournée des Bodégas | 2004                                                               | 4 min 51 s |
| 2016            | L'In extremis tour     | Forest National - Mars 2016                                        | 4 min 28 s |
| 2021            | Trobador Tour          | 2021                                                               | 4 min 33 s |

La chanson est également présente sur le DVD de La tournée des roses et des orties, sorti en 2016.
Le morceau a été joué en direct lors de plusieurs émissions radiophoniques et télévisées, notamment en 2014 lors de l'émission l'Eté Indien, où Francis Cabrel interprète le morceau en duo avec Céline Dion, et en 2021 dans l'émission Le grand studio RTL.

### Reprises
En 1998, Herbert Léonard reprend Encore et encore dans Ils chantent Francis Cabrel, éditions Atlas.
En 2022, Louise Attaque et -M- reprennent le morceau dans l'émission Taratata.

## Classement
| Classement (1986) | Meilleure place |
| ----------------- | --------------- |
| France (SNEP)     | 14              |